# Сиат
Сиат (нем. Siat) — деревня и бывшая коммуна в Швейцарии, в кантоне Граубюнден.
1 января 2014 года вместе с коммунами Иланц, Кастриш, Ладир, Лувен, Питаш, Рушайн, Риайн, Шнаус, Севгайн, Дувин, Пиньиу и Руэун вошла в состав новой коммуны Иланц-Глион.
Входит в состав региона Сурсельва (до 2015 года входила в округ Сурсельва).
Население составляет 181 человек (на 31 декабря 2006 года). Официальный код — 3615.